# Paul Söderberg
Paul Gustaf Robert Söderberg, född 3 september 1897 i Stockholm, död 17 oktober 1939 i Buenos Aires (folkbokförd i Stockholm), var en svensk-argentinsk arkitekt, skulptör och grafiker.
Söderberg studerade vid Kungliga konsthögskolans skulpturlinje 1913–1917 och deltog under denna tid sporadiskt i Axel Tallbergs etsningskurser. På 1920-talet flyttade han till Buenos Aires där han var verksam som skulptör och chef för ritkontoret på Nordiska kompaniets argentinska filial.